# Trofeo Matteotti 2021
Il Trofeo Matteotti 2021, settantaquattresima edizione della corsa, valevole come prova dell'UCI Europe Tour 2021 e come tredicesima prova della Ciclismo Cup 2021 categoria 1.1, si è svolto il 19 settembre 2021 su un percorso di 195 km, con partenza e arrivo a Pescara, in Italia. La vittoria è stata appannaggio dell'italiano Matteo Trentin, che ha completato il percorso in 4h40'15" alla media di 41,748 km/h, precedendo il colombiano Jhonatan Restrepo e il francese Valentin Ferron.
Sul traguardo di Pescara 60 ciclisti, su 131 partiti dalla medesima località, hanno portato a termine la competizione.

## Squadre e corridori partecipanti
| N.    | Cod. | Squadra                     |
| ----- | ---- | --------------------------- |
| 1-7   | UAE  | UAE Team Emirates           |
| 11-17 | MOV  | Movistar Team               |
| 21-27 | ANS  | Androni Giocattoli-Sidermec |
| 31-37 | BFC  | Bardiani-CSF-Faizanè        |
| 41-47 | BBH  | Burgos-BH                   |
| 51-57 | EOK  | Eolo-Kometa Cycling Team    |
| 61-67 | EUS  | Euskaltel-Euskadi           |
| 71-77 | TEN  | TotalEnergies               |
| 81-87 | THR  | Vini Zabù                   |
| 91-97 | ITA  | Italia                      |

| N.      | Cod. | Squadra                            |
| ------- | ---- | ---------------------------------- |
| 101-107 | AMO  | Amore & Vita                       |
| 111-117 | BTC  | Beltrami TSA Tre Colli             |
| 121-127 | AZT  | D'Amico UM Tools                   |
| 131-137 | GEF  | General Store-F.lli Curia-Essegibi |
| 141-147 | GTS  | Giotti Victoria-Savini Due         |
| 151-157 | MGK  | MG.K Vis VPM                       |
| 161-167 | CPK  | Team Colpack Ballan                |
| 171-177 | TIR  | Tirol KTM Cycling Team             |
| 181-187 | IWD  | Work Service-Marchiol-Dynatek      |
| 191-197 | WSA  | WSA KTM Graz                       |

## Ordine d'arrivo (Top 10)
| Pos. | Corridore           | Squadra       | Tempo    |
| ---- | ------------------- | ------------- | -------- |
| 1    | Matteo Trentin      | UAE           | 4h40'15" |
| 2    | Jhonatan Restrepo   | Androni       | a 21"    |
| 3    | Valentin Ferron     | TotalEnergies | s.t.     |
| 4    | Davide Villella     | Movistar      | a 51"    |
| 5    | Matevž Govekar      | Tirol KTM     | a 55"    |
| 6    | Samuele Battistella | Italia        | s.t.     |
| 7    | Samuele Zoccarato   | Bardiani      | s.t.     |
| 8    | Samuele Rivi        | Eolo          | a 2'59"  |
| 9    | Mattia Bais         | Androni       | s.t.     |
| 10   | Felix Engelhardt    | Tirol KTM     | s.t.     |